# Isaac Comnène (fils d'Alexis Ier)
Pour les articles homonymes, voir Isaac Comnène.
Isaac Comnène (en grec : Ἰσαάκιος Κομνηνός; 16 janvier 1093 - après 1152) est le troisième fils de l'empereur byzantin Alexis Ier Comnène et de l'impératrice Irène Doukas.
Il est élevé au rang de sébastocrate (sebastokrator) par son frère aîné Jean II Comnène (r. 1118-1143) en reconnaissance pour  l’appui qu’il lui avait donné lors de son accession au trône. Cependant, les relations s’envenimèrent entre les deux frères lorsqu’il devint évident qu’Isaac convoitait le trône.
En 1130, Isaac et ses fils durent s’exiler après s’être trouvé impliqués dans une conspiration contre Jean II. Pendant plusieurs années, ils parcourent l’Asie mineure et le Levant tentant, sans succès, de rallier les souverains locaux à leur cause. Jean voyant sa position renforcée par ses succès militaires, Isaac se trouve contraint de se réconcilier avec son frère en 1138, sans abandonner tout espoir d’accéder au trône. Son fils aîné étant passé en 1139 du côté des Turcs seldjoukides, Isaac est exilé par mesure préventive à Héraclée du Pont en Bithynie. Lorsque Jean II meurt en 1143, Isaac choisit d’appuyer la candidature de son neveu également nommé Isaac, plutôt que celle de Manuel Ier Comnène (r. 1143-1180), lequel devait finalement l’emporter. Affaibli par la maladie, Isaac est contraint par Manuel de se retirer de la vie publique; il consacre son temps  à la construction du monastère de la Theotokos Kosmosoteira de Bera (aujourd’hui Féres) en Thrace occidentale où il est enseveli.
Renommé pour son érudition et son mécénat, Isaac est réputé être l’auteur de nombreux ouvrages savants  et de poèmes. On lui doit aussi la reconstruction de l’église de la Chora de Constantinople où une mosaïque représentant le donateur est le seul portrait que l’on a de lui.
Son plus jeune fils, Andronic Ier Comnène finit par réaliser les ambitions de son père et devient empereur de 1183 à 1185, dernier représentant de la dynastie des Comnènes.

## Les débuts

Arbre généalogique simplifié de la maison Comnène.

Pendant ses quelque quarante ans de règne, Alexis Ier, par sa refonte de la haute fonction publique de l’empire, par son alliance avec la famille des Doukas, par sa distribution des plus hautes charges de l’État aux membres de sa famille, avait fait en sorte que la dynastie régnante n’était plus menacée par les intrigues venant de l’extérieur. Le danger venait plutôt des rivalités au sein même de la famille Comnène.
Né le 16 janvier 1093, Isaac Comnène était le cinquième enfant et le troisième fils de l’empereur Alexis Ier Comnène (r. 1081 – 1018) et de l’impératrice Irène Doukaina. Né alors que son père était sur le trône, Isaac portait le titre de porphyrogenète,, titre qu’il mit de l’avant tout au cours de sa vie pour justifier ses prétentions au trône,.
Après la mort de son oncle, Nicéphore Mélissenos, en 1104, Isaac avait reçu de son père, Alexis Ier le titre de « césar »,.  Au cours de la lutte pour la succession d’Alexis Ier en 1118, Isaac prit le parti de son frère Jean II Comnène (r. 1118 – 1143) contre les intrigues de l’impératrice douairière Irène et de sa sœur, Anne Comnène, lesquelles favorisaient plutôt comme successeur le mari d’Anne Comnène, Nicéphore Bryenne qui se refusa toutefois de participer à ces intrigues. Pour le récompenser, Jean II l’éleva au rang de sebastokrator que portait déjà son frère Andronic, né entre Isaac et Jean,. Ce titre, le plus élevé de la cour, avait été créé par Alexis Ier pour honorer son frère aîné, Isaac, et faisait pratiquement de son détenteur un « second empereur »,. Toutefois, dans les textes  ou les mosaïques parvenus jusqu’à nous, Isaac n’est pas désigné par ce titre, mais plutôt par le qualificatif de « porphyrogénète », souvent accompagné par une référence à son père Alexis plutôt qu’à l’empereur régnant comme l’eût voulu la coutume. L’emphase donnée à son ascendance souligne la perception qu’il avait de son statut et, plus que probablement, constitue une indication explicite de la part de celui-ci de ses ambitions au trône.

## Exil et pérégrinations

L’Empire byzantin en 1180.

Cordiales au départ, les relations entre Isaac et Jean II se détériorèrent rapidement, si bien qu’en 1123, la brouille était déclarée entre les deux frères. Les sources ne nous donnent pas de raison pour cette inimitié croissante, Nicétas Choniates et Jean Kinnamos mentionnant simplement qu’Isaac avait des vues sur le trône,. Il est possible que la mésentente se soit installée en 1122, lorsque Jean nomma son fils premier-né, Alexis, coempereur, prenant ainsi préséance sur Isaac. En 1130, Isaac prit part à un complot contre Jean alors que ce dernier était hors de Constantinople, combattant les Turcs seldjoucides du sultanat de Roum. Le complot fut découvert, mais Isaac et ses fils réussirent à s’échapper de Constantinople pour se réfugier à la cour de l’émir danishmende, Gümüshtigin Ghazi (r. 1104 – 1134) à Mélitène,.
Isaac devait demeurer six ans en exil. Pendant ce temps, il parcourut l’ensemble de l’Asie mineure et du Proche Orient, cherchant à créer une vaste alliance de princes chrétiens et musulmans contre son frère.  De Mélitène, Isaac se dirigea d’abord vers Trébizonde dont le gouverneur, Constantin Gabras, avait transformé le thème de Chaldée en principauté autonome à partir de 1126. Selon Michel le Syrien, Isaac rencontra au cours de l’hiver 1130-1131 Gabras  et une alliance fut conclue entre lui-même, Gabras, Gümüshtigin et le sultan de Roum, Mesud Ier (r. 1116-1156). Isaac se dirigea alors vers la Cilicie dont il espérait que le souverain, Léon Ier se joindrait à leur ligue. Il y fut d’abord bien reçu et y passa quelque temps, son fils aîné, Jean, épousant l’une des filles de Léon Ier, laquelle apporta à titre de dot les villes de Mopsueste et d’Adana (toutes deux aujourd’hui en Turquie). Isaac devait cependant se brouiller après quelque temps avec Léon Ier et, abandonnant ses nouvelles possessions de Cilicie, dut trouver refuge chez le sultan Mesud.
Selon Michel le Syrien, Jean II fut informé des intrigues de son frère. En 1132, il lança une campagne visant à la fois les Turcs et les Arméniens.  Depuis 1129, Léon avec le concours des États croisés avait annexé les places les plus importantes de Cilicie qui formaient une sorte de coin entre le territoire byzantin d’Asie mineure et la principauté d’Antioche. Il avait réussi à s’emparer de deux forteresses sur les côtes de la mer Noire lorsqu’il dut retourner à Constantinople où des partisans d’Isaac, profitant de l’absence de l’empereur, s’apprêtaient à le proclamer empereur. Les Turcs contrattaquèrent alors, menaçant les forteresses byzantines de Zinin et de Sozopolis. Après 1132, Isaac se rendit en pèlerinage en Terre sainte où il finança la construction d’un nouvel aqueduc pour le monastère de Saint-Jean-Baptiste près du Jourdain. Il est fort possible, quoique la chose ne soit pas attestée dans les sources, que ce pèlerinage ait aussi eu comme but de demander l’aide du roi de Jérusalem, Foulques d’Anjou (r. 1131 – 1143).

## Retour à Constantinople et avènement deManuelIer
En dépit de ses efforts, Isaac échoua à constituer une coalition contre son frère ; en revanche la position de Jean II se consolidait : après avoir soumis la Cilicie, l’empereur se dirigea vers Antioche qui capitula en 1137. Ses succès militaires tant dans les Balkans qu’en Asie mineure et son alliance avec Conrad III contre les Normands renforcèrent la position de l’empereur auprès de l’aristocratie, de la bureaucratie et du peuple byzantin, au détriment d'Isaac,. À son corps défendant, Isaac dut se réconcilier avec son frère au printemps 1138 alors que les troupes impériales revenaient d’Antioche. Jean II lui accorda son pardon, « se réjouissant plus de cette réconciliation que de ses victoires militaires »,. Toutefois, peu après, le fils d’Isaac, Jean, fit défection en faveur des Turcs. Par mesure de précaution, soit à ce moment soit peu après, Isaac fut exilé à Héraclée du Pont,.
Jean II devait mourir des suites d’un accident de chasse en mars 1143. Ses deux fils aînés, Alexis et Andronic, étant morts en 1142, la couronne échut selon le vœu de l’empereur à son quatrième et plus jeune fils, Manuel (r. 1143 – 1181), passant outre son troisième fils, le sébastocrate Isaac. Mais Manuel se trouvait  en Cilicie au moment de la mort de son père et son accession au trône était loin d’être assurée,. Manuel dépêcha  alors le secrétaire de son père, le chef des armées, Jean Axouch, avec l’ordre d’arrêter son plus dangereux rival, le sébastocrate Isaac, soutenu par son oncle, Isaac Porphyrogénète. Tous deux furent emprisonnés par Jean Axouch, puis relâchés une fois Manuel entré à Constantinople et sa position assurée,,. Les deux Isaac durent ainsi assister au couronnement de Manuel le 28 novembre 1143,. Mais même alors, Isaac n’abandonna pas tout espoir. Selon l’historien contemporain, Jean Kinnamos, au cours de l’une des premières campagnes de Manuel contre les Turcs en 1146, lorsque la nouvelle se répandit dans le camp que l’empereur qui s’était précipité au combat se trouvait encerclé par les ennemis, Isaac se précipita à la tente impériale, attendant d’être proclamé empereur,.

## Les dernières années

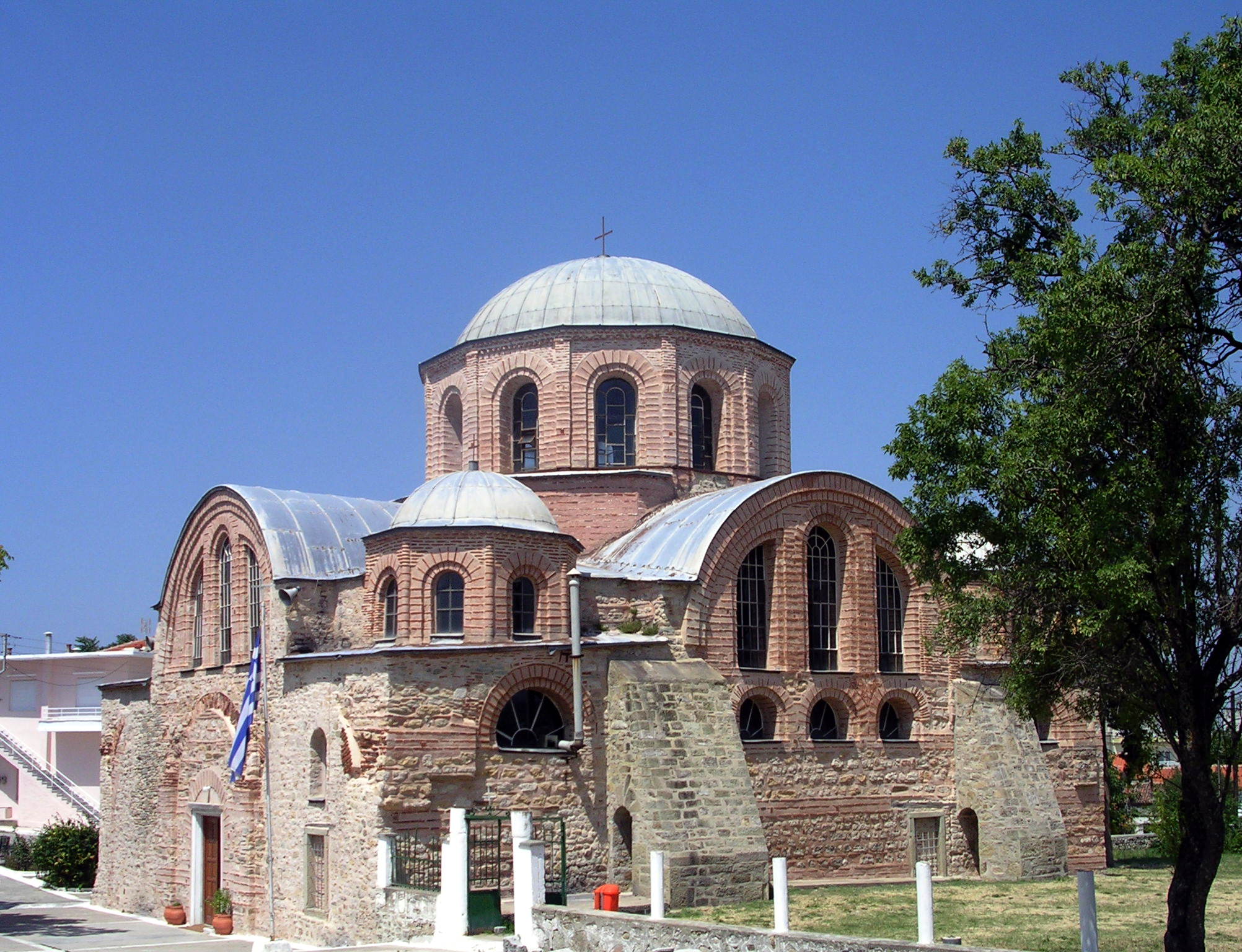
Katholicon du monastère de la Sainte-Mère-du-Sauveur du Monde (Theotokos Kosmosoteira) à Ferres, Evros.

Isaac fut forcé de se retirer des affaires publiques vers 1150, sur ordre de l’empereur, peut-être en raison de graves problèmes de santé qui commençaient à l’affecter. Il se retira alors dans ses terres de Thrace et en 1151/1152, fonda le monastère cénobitique de la Theotokos Kosmosoteira (la Vierge, mère du Sauveur-du-Monde) à Bera (aujourd’hui Ferres en Grèce). La construction de ce monastère où il devait vivre ses dernières années et être enterré revêtait une grande importance pour Isaac qui y consacra temps et efforts; déjà miné par la maladie, il n’en allait pas moins presque chaque jour superviser la progression des travaux. Il en rédigea du reste lui-même la règle ou typikon, et assignant pour subvenir à ses besoins d’importantes concessions, y compris ses propres propriétés d’Ainos (aujourd’hui Enez en Turquie d’Europe). Peut-être pour émuler la fondation de son frère, le monastère du Pantokreator, il fit construire attenant au monastère un hôpital,. Ce typikon constituait également une sorte de testament puisqu’Isaac s’en servit pour régler les affaires de sa maison : son chef de cabinet Léon Kastamonites, son secrétaire Michel, le pinkernes Constantine, le prêtre et protovestarios Constantin et autres membres de sa famille virent leur avenir assuré. Il est probable qu’Isaac mourut peu après.
Les ambitions impériales d’Isaac Comnène, « une prédisposition ancestrale passée à ses enfants » selon Kinnamos devait toutefois être réalisées par son deuxième fils, Andronic. À la mort de Manuel Ier en 1180, c'est le jeune Alexis II (r. 1180 – 1183), âgé de dix ans, qui devint empereur, la régence étant assumée par sa mère l’impératrice-veuve Marie d’Antioche dont les origines latines lui valaient l’hostilité de la population grecque et qui avait mis à la tête des affaires le protosébaste Alexis Comnène, un neveu de l’empereur défunt. Quittant ses terres de Géorgie en 1182, Andronic marcha sur Constantinople où il entra après s’être rallié les principaux généraux. Son entrée fut marquée par le massacre en mai 1182 de nombreux marchands italiens qui contrôlaient alors l’économie de l’empire. S’affichant comme le protecteur du jeune empereur, il lui fit signer la condamnation à mort de sa mère avant de se faire associer au trône en septembre 1183. Deux mois plus tard il devait faire assassiner son jeune protégé et, devenu seul empereur, épousa  à l’âge de soixante-cinq ans, la jeune veuve (treize ans) du neveu qu’il venait de faire assassiner.  Ses tentatives pour introduire certaines réformes lui valurent l’hostilité d’une bonne partie de l’aristocratie. Deux ans après avoir pris le pouvoir, il sera renversé dans la foulée des défaites successives qui suivirent l’invasion de la partie européenne de l’empire par les Normands et fut remplacé par Isaac II Ange, marquant la fin de la dynastie des Comnène,.

## Son œuvre
Contrairement à l’empereur Jean qui passa la majeure partie de son règne à mener des campagnes militaires, Isaac fut surtout un érudit et un mécène,. Outre le monastère de Kosmosoteira qu’il fit construire, il rénova le monastère de Saint-Étienne dans le quartier Aurelianae qui fut par la suite rattaché à celui de Kosmosoteira comme lieu d’accueil des moines venant visiter la capitale,. Vers 1120 il fit reconstruire l’église de la Chora d’abord rénovée par sa grand-mère maternelle Marie Doukaina. L’église de la Chora devait initialement être le lieu de sa sépulture, mais il opta par la suite en faveur du monastère de  Kosmosoteira,. L’église de la Chora abrite le seul portrait authentifié que nous possédions d’Isaac dans une mosaïque de la déïsis qui date de la restauration par Théodore Metochites au début du XIVe siècle, lequel fit reproduire vraisemblablement fidèlement la décoration originale telle qu’elle apparaissait après la reconstruction par Isaac. Comme l’a noté l’historien Kallirroe Linardou, dans cette mosaïque Isaac porte une couronne fermée et ornée de pierreries beaucoup plus imposante que le simple cercle métallique normalement porté par un sébastocrate, imitant délibérément les attributs impériaux. Il commanda également nombre d’icônes dont certaines sont énumérées dans le typikon du monastère Kosmosoteira ou connues grâce aux épigraphes qui leur sont associés.
Le poète de cour Théodore Prodromos écrivit un encomium et un éloge en hexamètres à la louange d’Isaac dont il vante l’érudition et le talent,.
On attribue à Isaac une paraphrase d’une lettre d’Aristote en vers politiques,,,. Dans le typikon, Isaac lui-même affirme avoir « composé » (syntetacha) de la poésie en hexamètres, iambes et vers politiques en plus de lettres et ekphraseis, ce qui peut signifier soit qu’il les a rédigés, soit qu’il en a fait la compilation.  On lui doit également une paraphrase de la « Lettre d’Aristeas ».  Il est quelques fois identifié à l’auteur appelé « Isaac Comnène le porphyrogénète » qui composa deux livres de commentaires sur l’œuvre d’Homère.

## Famille
Isaac Comnène épousa vers 1110 Irène, fille de Volodar de Galicie (r. 1-95 – 1124). Selon d’autres hypothèses il se serait agi de Cata de Géorgie, la fille  de David IV de Géorgie (r. 1089 – 1125) et de Roussoudan d'Arménie. Le couple eut quatre enfants :
1. Jean Comnène (né vers 1112), appelé Tzelepes (i.e. Çelebi) qui fit défection au sultanat de Roum, devint musulman et s’établit à Ikonion ;
2. une fille, née vers 1114, possiblement prénommée Marie, qui épousa le général Joseph Bryennios ;
3. Anne Comnène, née vers 1116 qui épousa le courtier et ambassadeur Jean Arbantenos ;
4. Andronic Comnène (vers 1118-1185), aventurier qui deviendra empereur de 1183 à 1185. Ses descendants règneront sur l’empire de Trébizonde (1204 – 1461) en prenant le nom de « Grands Comnène ».
De plus, Isaac eut un fils adoptif, Constantin, qu’il appelle fréquemment Kostintzès.

### Sources primaires
- Attaliates, Michel, History, Ed. and trans. A. Kaldelis and D. Kralis, Washington D.C., 2012.
- Bryennios, Nicephoras, (trad. Henri Grégoire), « Materials for a History », (dans) Byzantion, nos 23 et 25-27, 1953 et 1955-57.
- Choniatès, Jean. Histoire de Manuel Comnène. [partiellement en ligne] http://remacle.org/bloodwolf/historiens/nicetias/manuel3.htm.
- Comnène, Anne. Alexiade. Paris, Les Belles Lettres, 2006  (ISBN 978-2-251-32219-3).
- Kékauménos, Conseils et récits d'un gentilhomme byzantin, traduit du grec et présenté par Paolo Odorico, Toulouse, Anacharsis, 2015  (ISBN 979-1092011173).
- Kinnamos, John.  The Deeds of John and Manuel Comnenos (trad. C. M. Brand), New York, Columbia University Press, 1976.
- Michel  le Syrien. Chronique de Michel le Syrien (compilation/traduction J. B. Chabot) Première édition 1899-1910 introduction, corrections et index ajoutés en 1924 ; réimpr. Bruxelles, 1963, et 2010.
- Psellos, Michel, Chronographie, Paris, Les Belles Lettres, 1967 [1928].

### Sources secondaires
- (en) Angold, Michael, The Byzantine Empire, 1025–1204, Longman, 1997  (ISBN 0-582-29468-1).
- (en) Brand, Charles M., ed.  Deeds of John and Manuel Comnenus, by John Kinnamos. New York, Columbia University Press, 1976  (ISBN 0-231-04080-6).Oxford and New York, Oxford University Press, 2017  (ISBN 978-0-19-025322-6).
- (en) Kaldellis, Anthony. Streams of Gold, Rivers of Blood, The Rise and Fall of Byzantium, 955 a.d. to the First Crusade,Oxford, Oxford University Press, 2017  (ISBN 978-0-19-025322-6).
- (en) Kazhdan, Alexander, ed.  The Oxford Dictionary of Byzantium. Oxford and New York, Oxford University Press, 1991  (ISBN 0-19-504652-8).
- (en) Linardou, Kallirroe . "Imperial impersonations: Disguised portraits of a Komnenian prince and his father". (In) Bucossi, Alessandra; Rodriguez Suarez, Alex (eds.). John II Komnenos, Emperor of Byzantium: In the Shadow of Father and Son. London, Routledge, 2016. pp. 155–182  (ISBN 978-1-4724-6024-0).
- (en) Magdalino, Paul . The Empire of Manuel I Komnenos, 1143–1180. Cambridge, Cambridge University Press, 2002 [1993]  (ISBN 0-521-52653-1).
- (fr) Ostrogorsky, Georges. Histoire de l’État byzantin. Paris, Payot, 1977, [2956]  (ISBN 2-228-07061-0).
- (en) Sheppard, Jonathan. The Cambridge History of the Byzantine Empire c. 500-1492. Cambridge, Cambridge University Press, 2008  (ISBN 978-0-521-83231-1).
- (en) Suny, Ronald Grigor. The Making of the Georgian Nation, Second Edition. Indiana University Press, 1994  (ISBN 0-253-20915-3).
- (el) Varzos, Konstantinos. Η Γενεαλογία των Κομνηνών Tome A (PDF). Thessalonique, Centre de recherche byzantine de l'Université de Thessalonique, 1984. (OCLC 834784634).